# Кубок России по волейболу среди мужчин 2025
XXXIII турнир на Кубок России по волейболу памяти Константина Кузьмича Ревы проходил с 3 апреля по 11 мая 2025 года с участием 20 команд — 15 представителей Суперлиги и 5 коллективов высшей лиги «А». Победителем турнира в третий раз в истории стал новосибирский «Локомотив».

## Формат турнира
По решению Всероссийской федерации волейбола розыгрыш Кубка России 2025 года был перенесён с осени на весну. В турнире приняли участие все команды Суперлиги и 5 сильнейших команд высшей лиги «А».
16 команд на предварительном этапе были разбиты на четыре группы и сыграли в один круг. Победители групповых турниров вышли в плей-офф, где провели стыковые матчи, определив участников «Финала шести». Четыре сильнейшие команды чемпионата России-2024/25 вышли в «Финал шести» напрямую.

## Предварительный этап

### Группа А
|                            | 1   | 2   | 3   | 4   | В     | П     | О | С/П |
| -------------------------- | --- | --- | --- | --- | ----- | ----- | - | --- |
| 1. «Динамо» (Москва)       |     | 3:1 | 3:1 | 3:0 | 3 (0) | 0 (0) | 9 | 9:2 |
| 2. «Оренбуржье» (Оренбург) | 1:3 |     | 3:1 | 3:0 | 2 (0) | 1 (0) | 6 | 7:4 |
| 3. АСК (Нижний Новгород)   | 1:3 | 1:3 |     | 3:0 | 1 (0) | 2 (0) | 3 | 5:6 |
| 4. «Кама»                  | 0:3 | 0:3 | 0:3 |     | 0 (0) | 3 (0) | 0 | 0:9 |